# Jag anklagar
Jag anklagar (engelska: I Accuse!) är en brittisk biografisk film från 1958 i regi av José Ferrer.
Filmen är baserad på Nicholas Halasz’s roman Captain Dreyfus; The Story of a Mass Hysteria.

## Handling
Jag anklagar är en filmatisering av Dreyfusaffären under 1890- och 1900-talen.

## Rollista i urval
- José Ferrer - kapten Alfred Dreyfus
- Anton Walbrook - major Ferdinand Walsin Esterhazy
- Viveca Lindfors - Lucie Dreyfus
- Leo Genn - major Marie-Georges Picquart
- Emlyn Williams - Émile Zola
- Donald Wolfit - general Auguste Mercier
- Herbert Lom - major du Paty de Clam
- Harry Andrews - major Hubert-Joseph Henry
- Felix Aylmer - Edgar Demange
- George Coulouris - överste Jean Sandherr
- Peter Illing - Georges Clemenceau
- Laurence Naismith - domare
- Michael Hordern - åklagare
- Ernest Clark - åklagare
- Eric Pohlmann - Alphonse Bertillon
- Charles Gray - kapten Brossard